# Shawn Elliott
Shawn Elliott (San Juan (Puerto Rico), 24 februari 1937 - New York, 11 maart 2016), geboren als Shawn Elliott Santiago, was een Puerto Ricaans/Amerikaanse acteur.

## Biografie
Elliott werd geboren in Santurce, een wijk van San Juan (Puerto Rico), maar groeide op in New York.
Hij begon zijn carrière als zanger van calypsomuziek. In 1965 had hij een verrassende hit met een nummer uit de jaren '40, Shame and Scandal in the Family. In Europa was het lied in de versie van Elliott een groot succes. In Duitsland piekte het op nummer 14, in Nederland op nummer 3 en in Oostenrijk werd het nummer 1.
Elliott begon in 1975 met acteren in de film Jacques Brel Is Alive and Well and Living in Paris. Daarna heeft hij nog meerdere rollen gespeeld in films en televisieseries zoals Do the Right Thing (1989), Ghostwriter (1992-1994) en Law & Order (1992-2002). In 2003 won hij met de cast van de film Thirteen Conversations About One Thing de Florida Film Critics Circle Awards.
Elliott was ook actief in het theater: hij heeft twee keer opgetreden op Broadway. Van 1999 tot en met 2000 speelde hij in de musical Marie Christine en van 1989 tot en met 1992 in de musical City of Angels. Naast Broadway speelde hij nog meerdere rollen op off-Broadway theaters.
Elliott is twee keer getrouwd geweest. Uit zijn eerste huwelijk had hij twee zonen. In 1990 trouwde hij met Donna Murphy. In 2006 adopteerden ze nog een derde kind.
Hij overleed op 11 maart 2016 op 79-jarige leeftijd.

## Filmografie

### Films
Uitgezonderd korte films.
- 2013 Broken City, als Raul Barea
- 2012 Arbitrage, als Flores
- 2005 La fiesta del chivo, als Johnny Abbes
- 2001 Thirteen Conversations About One Thing, als Mickey Wheeler
- 2001 Double Take, als Thomas Chela / Minty Gutierrez
- 2000 Blue Moon, als de ambassadeur
- 1998 La New Yorker, als Farrakhan
- 1997 Hurricane, als Paco
- 1996 Caught, als Santiago
- 1995 Death in Small Doses, als detective Ortega
- 1991 Bloodsucking Pharaohs in Pittsburgh, als Jackie Cairo
- 1990 Impulse, als Tony Peron
- 1989 Do the Right Thing, als Puerto Ricaans Ice Man
- 1988 The Dead Pool, als Chester Docksteder
- 1988 Promised a Miracle, als Romero
- 1986 Off Beat, als Hector
- 1985 Crossover Dreams, als Orlando
- 1984 Beat Street, als Domingo
- 1984 Sentimental Journey, als Baker
- 1981 Dream House, als Miguel Rivas
- 1977 Short Eyes, als Paco
- 1975 Jacques Brel Is Alive and Well and Living in Paris, als stem voor Madeleine

### Televisieseries
Uitgezonderd eenmalige gastrollen.
- 1994–2002 Law & Order, als rechter Joseph Rivera (6 afl.)
- 1992–1994 Ghostwriter, als Eduardo Fernandez (11 afl.)
- 1990–1991 The Days and Nights of Molly Dodd, als rechercheur Uribe (4 afl.)

## NPO Radio 2 Top 2000
Van Shawn Elliott stond alleen Shame and Scandal in the Family in 1999 in de NPO Radio 2 Top 2000, op plek 1927.
- Gemeinsame Normdatei: 1146911580
- International Standard Name Identifier: 0000 0000 4367 9587
- Library of Congress Control Number: no00009183
- MusicBrainz: 574074ed-6458-4bad-92da-57af6f72e77d
- Nationale Bibliotheek van Israël: 987007501069005171
- Istituto Centrale per il Catalogo Unico: TO0V708279
- Virtual International Authority File: 38913263
- WorldCat: E39PBJpDWbrXpvrvJ9YjjGKKh3